# Crepis malyi
Crepis malyi là một loài thực vật có hoa trong họ Cúc. Loài này được Stadl. mô tả khoa học đầu tiên năm 1908.